# سر فيلهلم ستورتز
سر فيلهلم ستورتز (بالفرنسية: Le Secret de Wilhelm Storitz)، (بالإنجليزية: The Secret of Wilhelm Storitz) فنتازيا من تأليف الروائي جول فيرن صدرت عام 1907.